# Système intelligent hybride
Un Système intelligent hybride est un système logiciel qui emploie, en parallèle, une combinaison de méthodes et techniques issues de sous-domaines de l'intelligence artificielle, parmi lesquels figurent :
- IA neuro-symbolique
- Système neuro-flou
- Modèles connectionnistes-symboliques hybrides
- système experts flous
- système expert connexionnistes
- réseau neuronal évolutionnaires
- système flou génétiques
- hybridation floue approximative
- apprentissage par renforcement avec des méthodes floues, neuronales ou évolutionnaires ainsi que des méthodes de raisonnement symbolique.

Du point de vue des sciences cognitives, tout système intelligent naturel est hybride parce qu'il effectue des opérations mentales à la fois sur les niveaux symbolique et subsymbolique. Depuis quelques années, on discute de plus en plus de l'importance de l'intégration des systèmes d'intelligence artificielle. Partant du constat qu'on crée déjà des systèmes intelligence artificielles simples et spécifiques (tels que des systèmes pour la vision par ordinateur, la synthèse vocale, etc, ou des logiciels qui emploient certains des modèles mentionnés ci-dessus) et qu'il est désormais temps d'intégrer pour créer des systèmes intelligence artificielles étendus, les partisans de cette approche sont des chercheurs tels que Marvin Minsky, Ron Sun, Aaron Sloman et Michael Arbib.
Un exemple d'hybride est un système de contrôle hiérarchique dans lequel les couches les plus basses, réactives, sont subsymboliques. Les couches supérieures, qui bénéficient de contraintes temporelles assouplies, sont capables de raisonner à partir d'un modèle du monde abstrait et d'effectuer de la planification.
Les systèmes intelligents reposent généralement sur des processus de raisonnement hybrides, qui incluent le raisonnement inductif, le raisonnement déductif, le raisonnement abductif et le raisonnement par analogie.

## Aspects de l'intelligence hybride

### Définition
Le concept de l'intelligence hybride se définit comme 
« la capacité d'atteindre des objectifs complexes par la combinaison de l'intelligence humaine et artificielle et d'obtenir de meilleurs résultats que ceux que chacune pourrait atteindre individuellement, tout en s'améliorant continuellement grâce à l'apprentissage mutuel » (Dellermann et al. 2019)

### Intelligence
Dans les différentes disciplines telles que la psychologie, les sciences cognitives, les neurosciences, le comportement humain, l'éducation ou l'informatique, il existe différentes définitions et mesures de l'intelligence (par ex. sociale, logique, spatiale, musicale, etc.). Pour l'intelligence hybride, on utilise une définition inclusive et globale qui définit l'intelligence en général comme la capacité d'atteindre des objectifs complexes, d'apprendre, de déduire et d'interagir avec l'environnement.

### Intelligence humaine
La sous-catégorie de l'intelligence humaine, attribuée à l'être humain, se définit par la capacité d'apprendre, de déduire et d'interagir avec l'environnement en se fondant sur ses connaissances. Elle permet aux êtres humains de s'adapter à des conditions environnementales changeantes et d'atteindre leurs objectifs. La définition de l'intelligence humaine selon Wechsler décrit l'intelligence comme une capacité composée ou globale d'un individu à agir de manière ciblée, à penser de façon rationnelle et à interagir avec son environnement.

### Intelligence collective
L'Intelligence collective est également attribuée aux êtres humains. L'intelligence collective fait référence à « des groupes d'individus qui collaborent de manière collective de façon à paraître intelligents ». Bien que le terme « individus » laisse place à l'interprétation, les chercheurs dans ce domaine utilisent le concept de sagesse des foules et, par conséquent, une intelligence combinée des différents individus. Le concept décrit qu'un groupe moyen d'êtres humains obtient de meilleurs résultats qu'une personne seule de ce groupe ou un expert isolé, car les erreurs se réduisent et les connaissances se rassemblent,.

### Intelligence artificielle
La sous-catégorie de l'intelligence artificielle est attribuée aux machines. Le terme désigne des systèmes qui exercent « des activités que nous associons à la pensée humaine, telles que la prise de décisions, la résolution de problèmes et l'apprentissage ». Bien qu'il existe différentes définitions, on exige généralement que la machine puisse atteindre des objectifs complexes. Cela inclut des aspects tels que le traitement du langage, la perception des objets, le stockage des connaissances et l'application de ces connaissances pour résoudre des problèmes, ainsi que l'apprentissage automatique afin de s'adapter à de nouveaux environnements et d'y travailler. Il existe différentes approches pour atteindre l'IA. Celles-ci sont plus ou moins étroitement liées à la compréhension et à l'accroissement de l'intelligence. Par exemple, l'informatique cognitive vise « le développement d'un mécanisme cohérent, unifié et universel, inspiré par les capacités de l'esprit et l'implémentation d'une théorie computationnelle unifiée de l'esprit ». C'est pourquoi les chercheurs cherchent à développer des machines qui « apprennent et pensent comme les êtres humains ».

### Collectif
L'intelligence hybride ne prend pas en compte le fait que certaines tâches doivent être exécutées collectivement. Cela signifie que les activités de chaque partie sont réalisées de manière interdépendante, bien que cela ne soit pas toujours nécessaire pour atteindre un objectif,.

### Meilleurs résultats
Cela signifie qu'un système obtient des résultats que aucun des acteurs impliqués n'obtiendrait seul pour la même tâche,.

### Apprentissage continu
Un aspect central est que, avec le temps, le système sociotechnique dans son ensemble, ainsi que ses composants individuels (par ex. les êtres humains et les machines), s'améliorent grâce aux expériences acquises lors de la résolution d'une tâche